# Могилевський Павло Іванович
Павло Іванович Могилевський (1780-1840) - губернатор Чернігівської і Полтавської губернії, таємний радник

## Біографія
Народився він у Києві в 1780 р., навчався в Московському університеті, служив спочатку на Кавказі, при Єрмолові, потім був чернігівським губернатором, а з 1828 р. полтавським.
Помер у Полтаві, 22 серп. 1840 і похований у Хрестовоздвиженському монастирі.
Єпископ полтавський Гедеон так характеризував його у проповіді під час його поховання: «Що сказати вам, християни, про померлого? Він залишив церкві свою віру, цареві свою відданість, батьківщині праці, сімейству батьківську любов, нам усім добру пам'ять».
На могильному пам'ятнику його збереглася чітко досі наступний напис:
```
Тут порох того, хто з юних днів
Служачи вітчизні з любов'ю,
Жрець правди був і друг людей,
Син відданий престолу кров'ю;
Хто показав людям у всьому
Приклад у величі смирення
І в труну зійшов зі святим хрестом
Надії, віри та терпіння.
```

Могилевський, як і інші губернатори, отримували платні 6 тис. та їдалень також 6 тис. ас. Крім цього, він отримував ще 2000 руб. пенсії за службу на Кавказі та орендних, особисто йому наданих 3500 р., всього 17500 р. ас. (Срібло 5 тис.). Ще отримував із суми земського збору на опалення будинку 1892 руб. ас. (540-75 сер.). Але помер він, не залишивши спадку, і навіть коштів на поховання. Залишив боргів до 20 тис. рублів.
Генерал-губернатор кн. Долгоруков, який мало його знав, бо лише за кілька місяців до смерті Могилевського обійняв посаду, проте клопотав не лише про пенсію сім'ї, а й про допомогу та продовження оренди. Але в цьому клопотанні перед міністром внутрішніх справ графом Строгановим, який особисто знав покійного, коли був малоросійським генерал-губернатором, зустрічаються якісь погані натяки на діяльність покійного.
"Якщо розпорядження покійного Могилевського у деяких справах, відомих Вашому Сиятельству, писав він, являють собою суперечності постійним корисним діям його по службі, то це сталося, як я вже міг дізнатися частиною від здивувань, а частиною від збігу таких обставин, яким він не мав" твердості, а може бути й можливості протистояти, але у всякому разі дружина і сімейство його як чиновника, що присвятив все життя Престолу та вітчизні, варті співчуття та допомоги."
За наказом імператора вдові та трьом неповнолітнім дітям покійного губернатора було призначено пенсію по 857 р. 70 к. сір., вдові було видано три тисячі сір. на сплату боргів та продовжено оренду на 6 років. Вдова покійного клопотала перед Государем про видачу їй пенсії по 2000 р. ас. на рік, яка була надана її чоловікові за службу в Грузії, але Імператор Микола I замість цієї пенсії, наказав видати їй з Державного казначейства «на приклад інших» 10 тис. руб. сірий.